# NGC 3296
NGC 3296 (również IC 618 lub PGC 31155) – galaktyka eliptyczna (E), znajdująca się w gwiazdozbiorze Hydry. Odkrył ją 26 lutego 1886 roku Francis Leavenworth.